# Rally Cataluña de 1995
El Rally Cataluña de 1995, oficialmente 31.er Rally Catalunya - Costa Brava (Rallye de España), fue la edición 31.ª y la séptima ronda de la temporada 1995 del Campeonato Mundial de Rally. Se celebró del 23 al 25 de octubre y contó con un itinerario de veintitrés tramos de asfalto que sumaban un total de 474,35 km cronometrados. También fue puntuable para el Campeonato de Producción y el Campeonato de España.
El vencedor fue el español Carlos Sainz a bordo de un Subaru Impreza que logró su segunda victoria en la prueba española y la tercera del año. Segundo y tercero fueron Colin McRae y Piero Liatti que lograron un triplete para Subaru gracias en parte a los abandonos de los Toyota de Juha Kankkunen, Armin Schwarz y de la descalificación posterior a la carrera de Didier Auriol. Los comisarios excluyeron el Celica de Auriol por una irregularidad en el turbo y posteriormente la FIA anuló los resultados de Toyota y la excluyó del campeonato dos años.
La victoria de Sainz le daba los puntos necesarios para empatar con McRae (70 puntos) en el campeonato de pilotos que se decidió en la siguiente prueba (Gran Bretaña) en favor del inglés.

## Itinerario y ganadores
| Día        | Tramo | Nombre                    | Distancia | Ganador                      | Tiempo | Vel. media  | Líder rally    |
| ---------- | ----- | ------------------------- | --------- | ---------------------------- | ------ | ----------- | -------------- |
| 1 (23 oct) | SS1   | l'Enclusa - Sant Hilari 1 | 27.57 km  | Armin Schwarz                | 17:54  | 92.41 km/h  | Armin Schwarz  |
| 1 (23 oct) | SS2   | Coll de Bracons 1         | 17.09 km  | Carlos Sainz                 | 11:34  | 88.65 km/h  | Juha Kankkunen |
| 1 (23 oct) | SS3   | La Trona 1                | 12.92 km  | Juha Kankkunen               | 8:37   | 89.97 km/h  | Juha Kankkunen |
| 1 (23 oct) | SS4   | Alpens - Les Llosses 1    | 17.08 km  | Juha Kankkunen               | 11:09  | 91.91 km/h  | Juha Kankkunen |
| 1 (23 oct) | SS5   | Circuit de Catalunya      | 4.65 km   | Armin Schwarz                | 3:16   | 85.41 km/h  | Juha Kankkunen |
| 1 (23 oct) | SS6   | Talamanca                 | 14.53 km  | Carlos Sainz                 | 8:43   | 100.02 km/h | Juha Kankkunen |
| 1 (23 oct) | SS7   | Monistrol de Calders      | 18.42 km  | Carlos Sainz Juha Kankkunen  | 10:50  | 102.02 km/h | Juha Kankkunen |
| 1 (23 oct) | SS8   | La Roca - Sant Hilari 1   | 36.24 km  | Armin Schwarz                | 23:17  | 93.39 km/h  | Juha Kankkunen |
| 1 (23 oct) | SS9   | Cladells 1                | 13.74 km  | Carlos Sainz Armin Schwarz   | 9:43   | 84.84 km/h  | Juha Kankkunen |
| 2 (24 oct) | SS10  | Can Ferrer                | 23.98 km  | Juha Kankkunen               | 13:59  | 102.89 km/h | Juha Kankkunen |
| 2 (24 oct) | SS11  | Capafonts                 | 28.90 km  | Carlos Sainz                 | 17:51  | 97.14 km/h  | Juha Kankkunen |
| 2 (24 oct) | SS12  | El Priorat                | 21.57 km  | Juha Kankkunen               | 15:27  | 83.77 km/h  | Juha Kankkunen |
| 2 (24 oct) | SS13  | La Figuera                | 24.17 km  | Juha Kankkunen               | 15:34  | 93.16 km/h  | Juha Kankkunen |
| 2 (24 oct) | SS14  | La Bisbal de Falset       | 25.15 km  | Juha Kankkunen Didier Auriol | 16:19  | 92.48 km/h  | Juha Kankkunen |
| 2 (24 oct) | SS15  | Escaladei                 | 21.68 km  | Juha Kankkunen               | 13:14  | 98.30 km/h  | Juha Kankkunen |
| 2 (24 oct) | SS16  | Capafonts                 | 28.90 km  | Colin McRae                  | 17:36  | 98.52 km/h  | Carlos Sainz   |
| 2 (24 oct) | SS17  | El Pont d'Armentera       | 13.12 km  | Carlos Sainz                 | 7:46   | 101.36 km/h | Carlos Sainz   |
| 3 (25 oct) | SS18  | l'Enclusa - Sant Hilari 2 | 27.57 km  | Colin McRae                  | 18:03  | 91.65 km/h  | Carlos Sainz   |
| 3 (25 oct) | SS19  | Coll de Bracons 2         | 17.09 km  | Colin McRae Didier Auriol    | 11:32  | 88.91 km/h  | Carlos Sainz   |
| 3 (25 oct) | SS20  | La Trona 2                | 12.92 km  | Didier Auriol                | 8:37   | 89.97 km/h  | Colin McRae    |
| 3 (25 oct) | SS21  | Alpens - Les Llosses 2    | 17.08 km  | Didier Auriol                | 11:12  | 91.50 km/h  | Colin McRae    |
| 3 (25 oct) | SS22  | La Roca - Sant Hilari 2   | 36.24 km  | Colin McRae                  | 22:48  | 95.37 km/h  | Colin McRae    |
| 3 (25 oct) | SS23  | Cladells 2                | 13.74 km  | Andrea Aghini                | 9:22   | 88.01 km/h  | Colin McRae    |

## Clasificación final
| Pos.                 | Piloto            | Copiloto                | Automóvil                     | Tiempo  | Diferencia | Puntos |
| WRC                  | WRC               | WRC                     | WRC                           | WRC     | WRC        | WRC    |
| -------------------- | ----------------- | ----------------------- | ----------------------------- | ------- | ---------- | ------ |
| 1.                   | Carlos Sainz      | Luis Moya               | Subaru Impreza 555            | 5:05:58 | 0.0        | 20     |
| 2.                   | Colin McRae       | Derek Ringer            | Subaru Impreza 555            | 5:06:49 | +0:51      | 15     |
| 3.                   | Piero Liatti      | Alessandro Alessandrini | Subaru Impreza 555            | 5:07:56 | +1:58      | 10     |
| 4.                   | François Delecour | Catherine Francois      | Ford Escort RS Cosworth       | 5:08:38 | +2:40      | 8      |
| 5.                   | Andrea Aghini     | Sauro Farnocchia        | Mitsubishi Lancer Evo III     | 5:08:52 | +2:54      | 6      |
| 6.                   | Gustavo Trelles   | Jorge del Buono         | Toyota Celica GT-Four (ST205) | 5:11:54 | +5:56      | 4      |
| 7.                   | Oriol Gómez       | Marc Martí              | Renault Clio Williams         | 5:18:01 | +12:03     | 3      |
| 8.                   | Andrea Navarra    | Renzo Casazza           | Toyota Celica GT-Four (ST205) | 5:18:20 | +12:22     | 2      |
| 9.                   | Josep Bassas      | Antonio Rodríguez       | BMW M3                        | 5:28:06 | +22:08     | 1      |
| 10.                  | Ivan Postel       | Olivier Peyret          | Subaru Impreza 555            | 5:32:38 | +26:40     |        |
| PWRC                 |                   |                         |                               |         |            |        |
| 1. (11.)             | Rui Madeira       | Nuno Rodrigues da Silva | Mitsubishi Lancer Evo II      | 5:33:52 | 0.0        |        |
| 2. (15.)             | Hans Stacey       | Mark van den Brand      | Mitsubishi Lancer Evo II      | 5:45:15 | +11:23     |        |
| 3. (16.)             | Uwe Nittel        | Monika Eckardt          | Toyota Celica GT-Four         | 5:46:17 | +12:25     |        |
| Campeonato de España |                   |                         |                               |         |            |        |
| 1. (7.)              | Oriol Gómez       | Marc Martí              | Renault Clio Williams         | 5:18:01 | 0.0        |        |
| 2. (14.)             | David Guixeras    | Robert Tarrenchs        | Peugeot 106 Rallye            | 5:41:31 | +23:30     |        |
| 3. (17.)             | Javier Azcona     | Inma Vittorini          | Renault Clio Williams         | 5:49:37 | +31:36     |        |